# Differenciált csoportmunka

## A differenciálás
Latin eredetű szó, jelentése: különbségtevés. A tanulók képességbeli különbségei adódhatnak szociális, biológiai és pszichológiai okokból is. A differenciált oktatásban az egyéni sajátosságokkal rendelkező diákok párhuzamosan végezhetnek testre szabott feladatokat. Előfeltétele, hogy a tanító ismerje a tanulók egyéni jellemzőit (képességeiket, előzetes ismereteiket, motiváltságukat, munkavégzésüket, együttműködő képességüket, szociális hátterüket, társas helyzetüket) hiszen ennek megfelelően végezhet differenciálást a tanórákon. (differenciált egyéni munka)

## A differenciált csoportmunka
A differenciált csoportmunkával lehetővé válik, hogy az egyes tanulók olyan feladatot kapjanak, melyek számukra erőfeszítést jelentenek, azonban ennek ellenére meg tudják oldani azt. Ez sikerélményt jelent a gyereknek és ösztönzi a további munkára. El kell döntenünk, hogy mi a munka célja: a felzárkóztatás ; a jobb képességűek aktiválása és további fejlesztése; avagy a képességfejlesztés .
A tanulók 3-6 fős csoportokba (csoportmunka)szerveződnek önként, vagy a tanító irányításával. Differenciált csoportmunkának azt a tanulásszervezési módot tekintjük, amikor a tanító homogén csoportokat alakít ki. Ilyenkor a csoportok általában különböző feladat megoldásán dolgoznak. A tanító kioszthatja a részfeladatokat érdeklődés, vagy tudásszint szerint is, de választhatnak maguk is a diákok. Vagyis a differenciálás a csoportok között történik. Kooperatív csoportmunkáról beszélünk akkor, ha a gyerekek heterogén összetételű csoportokban dolgoznak, és a feladat megoldása éppen az egyének közötti különbségek kihasználására épült. A csoportos tanulás korábban már említett előnyei mellett ez a módszer jelentősen hozzájárul a gyerekek reális önismeretének alakulásához, és fejleszti toleranciájukat is.
Fajtái:
- minden csoport ugyanazt a feladatot kapja, de a csoportokon belül differenciálunk valamilyen szempont szerint
- minden csoport más feladatot kap

A munka végeztével a részfeladatokat összegezniük kell, majd beszámolnak a levont általánosításokról. Eközben közöttük kölcsönös függési, felelősségi és ellenőrzési viszonyok jönnek létre. A gyerekek megtanulják türelemmel végig hallgatni a másikat, egymás között felosztani a munkát. Találkozhatnak konfliktusokkal, és sok esetben kialakulhatnak viták ebben a munkaformában.
Felmerülhetnek azonban csoportproblémák, amikor a tanulók nem tudnak hatékonyan együtt dolgozni.
Ez előfordulhat:
- amikor a csapatok között ellenségeskedés, versenyhelyzet alakul ki
- amikor egyes tanulók ellen fordul az osztály
- amikor az osztály, tudatosan a szabályok ellen cselekszik
- amikor népszerűvé válik a zavaró viselkedés